# Basic Sound Extension
Basic Sound Extension je nadstavba Sinclair BASICu, jejímž autorem je Richard Taylor. Nadstavba vznikla v roce 1985. Nadstavba rozšiřuje možnosti práce se zvukem a rozšiřuje příkazy Sinclair BASICu o čtyři nové příkazy. Příkazy Basic Sound Extension začínají znakem hvězdička a je nutné je vypsat po jednotlivých písmenech. Nadstavba umožňuje definovat 16 různých zvukových obálek, přičemž každá obálka se může skládat z až osmi lineárních částí. Příkazy, které přidává Basic Sound Extension jsou:
- *EFFECT - definice efektů (odpovídá posloupnosti několika příkazů sound), definovaný efekt je možné přehrát pomocí příkazu *PLAY,
- *ENV - definice obálek generopvaných tónů,
- *PLAY - přehrávání hudby dle notového zápisu v rozsahu osmi oktáv, podporovány jsou i půltóny zadávané pomocí znaku # přidaného za písmeno přehrávané noty, umožňuje také přehrávání šumu,
- *SOUND - generování tónu nebo šumu.

## Parametry příkazu *PLAY
- A-G - noty,
- # - půltón,
- O - nastavení oktávy, ve které se nachází přehrávané tóny,
- P - pauza,
- N - zapnutí a vypnutí přehrávání šumu,
- L - délky noty,
- Y - následující nota je přehrávaná se zvolenou obálkou,
- X - přehraje zvolený efekt.